# ユニコーン・ダーツ
ユニコーン・ダーツ (Unicorn Darts) は、イギリスのスポーツ用品の独占販売代理店であるユニコーン・プロダクツ(Unicorn Products Ltd.)が所有するブランド名である。
ユニコーン・プロダクツは、1937年11月、ハンガリーのブダペスト出身であるフランク・レーヴィ(1901-1969)により、イギリスのロンドン、フォレスト・ヒルに設立。
レーヴィは、それまで金物屋などで重さも形も関係なく、ばら売りされていたダーツを、初めて重さも形も全て同じにした3本セット"Silver Comet"を販売した。
現在、ユニコーンは、プロフェッショナル・ダーツ団体1つであるプロフェッショナル・ダーツ・コーポレイション (PDC) の公式ボード (2011年の現在は、ECLIPSE PRO) 提供企業になっており、また、PDCが2010年に新設したPDC ウィメンズ・ワールド・チャンピオンシップとPDC アンダー21・ワールド・チャンピオンシップのタイトル・スポンサーにもなっている。
後述するTeam Unicornに所属するプロフェッショナル・プレイヤーと同じダーツや、PDCのトーナメントでも使用されているのと同じダーツボードも、販売されている。日本でも購入できるが、本国のイギリスだけでなく米国などと比べても、割高な価格設定となっている。

## Team Unicorn

### 所属プレイヤー
ユニコーンがスポンサーとなっているプレイヤー。
功績により、グループが分かれている。
現在、PDC サーキットで活躍しているプレイヤーがほとんどであり、特に、Contendersまでの上位プレイヤーとMediaのレフリーは、全員PDCで活動している。

#### World Champions
ワールド・チャンピオンになった経験のあるプレイヤーのグループ。
ただし、PDC アンダー21・ワールド・チャンピオンシップは、対象とならない。
- フィル・テイラー
- レイモンド・ファン・バルネフェルト
- アナスタシヤ・ダブラムスラバ
- ジョン・ロウ
- ボブ・アンダーソン

#### Maestro Premier
PDCのプレミア・リーグ・ダーツに招待されたプレイヤーが、翌年の1年間入れるグループ。2012年は次の通り。
- ジェームズ・ウェイド
- テリー・ジェンキンス
- ゲイリー・アンダーソン

#### Maestros
後、一歩でワールド・チャンピオンになれたり、プレミア・リーグ・ダーツに招待されたプレイヤーが、翌年の1年間入れるグループ。2012年は次の通り。
- ピーター・マンリー
- ケビン・ペインター
- コリン・オズボーン
- ウェズ・ニュートン
- アンディ・ハミルトン
- ポール・ニコルソン

#### Contenders
主要トーナメントによく出場するプレイヤーのグループ。
- アーロン・モンク[4]
- ミック・マガウアン
- ジェイミー・ケーブン
- ジョー・カレン
- デボン・ピーターセン

#### Media
頂点の審判や解説者のグループ。
- ラス・ブレイ
- ゴルドン・シュムヴァイ

#### Global
頂点を争う段階ではないが、ユニコーンが認めたプレイヤーのグループ。
- ベァリー・ジューアネット
- ナーンドル・ベッゼグ
- イリーナ・アームストゥロング
- ミヒャエル・ローゼナウアー
- 武田知徳
- トゥリシャ・ライト
- シュテッフィ・ルック

#### Generation 180
ジュニア・プレイヤーのグループ。
- キーガン・ブラウン
- ショーン・ワイト

他3名

### 過去に所属していたプレイヤー
- エイドリアン・ルイス
- バリー・ベイツ
- カーク・シェパード
- ローラ・タイ
- キンバリー・ルーイス
- ジョン・パート
- コリン・ロイド
- レイ・カーバー
- ポール・リム